# Ett med min Gud
Ett med min Gud är en sång från 1885 med text och musik av Herbert Booth. Emanuel Booth-Hellberg översatte sången till svenska 1886.

## Publicerad i
- Nya Stridssånger 1889 som nr 14
- Frälsningsarméns sångbok 1929 som nr 187 under rubriken "Helgelse - Överlåtelse och invigning".
- Musik till Frälsningsarméns sångbok 1930 som nr 187.
- Frälsningsarméns sångbok 1968 som nr 140 under rubriken "Helgelse".
- Frälsningsarméns sångbok 1990 som nr 393 under rubriken "Helgelse".